# Avro Lancaster
Avro 683 Lancaster byl čtyřmotorový těžký bombardér používaný během druhé světové války britským Královským letectvem. Byl navržený a vyráběný společností Avro jako současník letounu Handley Page Halifax. Oba bombardéry byly vyvinuty podle stejné specifikace, stejně jako Short Stirling. Všechny tři typy byly čtyřmotorové těžké bombardéry a za války přijaty královským letectvem (RAF) během stejného období.
Lancaster má svůj původ ve dvoumotorovém letounu Avro Manchester, který byl vyvinut na konci třicátých let v reakci na požadavek ministerstva letectví P.13/36 na střední bombardér pro „celosvětové použití“. Původně vznikl jako vývojová verze Manchesteru (s jeho provozem byly problémy a v roce 1942 byl vyřazen). Poháněn byl čtyřmi motory Rolls-Royce Merlin a v jedné verzi motory Bristol Hercules. Do služby u bombardovacího velitelství RAF vstoupil v roce 1942 až jako poslední z trojice britských těžkých čtyřmotorových bombardérů sloužících v Bomber Command. Jak strategická bombardovací ofenzíva v Evropě nabírala na síle, stal se hlavním letounem noční bombardovací kampaně, která následovala. S rostoucími počty tohoto typu se stal páteří britského Bomber Command v druhé polovině války (dá se říci, že v této funkci nahradil typ Vickers Wellington), dále hlavním bombardérem RCAF a perutí zemí Commonwealthu či evropských zemí sloužících v RAF a zastínil typy Halifax a Stirling.
Díky dlouhé pumovnici mohl Lancaster naložit největší pumy používané RAF, včetně blockbusterů o hmotnosti 4 000 lb (1 800 kg), 8 000 lb (3 600 kg) a 12 000 lb (5 400 kg), často doplněné menšími nebo zápalnými pumami. „Lanc“, jak byl hovorově známý, se stal jedním z nejpoužívanějších nočních bombardérů druhé světové války, „za 156 000 bojových letů dodal 608 612 tun pum“. Všestrannost Lancasteru byla taková, že byl vybrán pro 617. peruť RAF a upraven tak, aby nesl „skákající pumu“ navrženou Barnesem Wallisem pro operaci Chastise – útok na německé přehrady v Porúří. Ačkoli byl Lancaster primárně noční bombardér, vynikal v mnoha dalších rolích, včetně přesného bombardování za dne, k čemuž byly některé Lancastery upraveny k přepravě pum Tallboy o hmotnosti 5 400 kg a dále pum Grand Slam o hmotnosti 10 000 kg (také navržené Wallisem). Šlo o největší užitečné zatížení jakéhokoli bombardéru ve válce.

## Vývoj

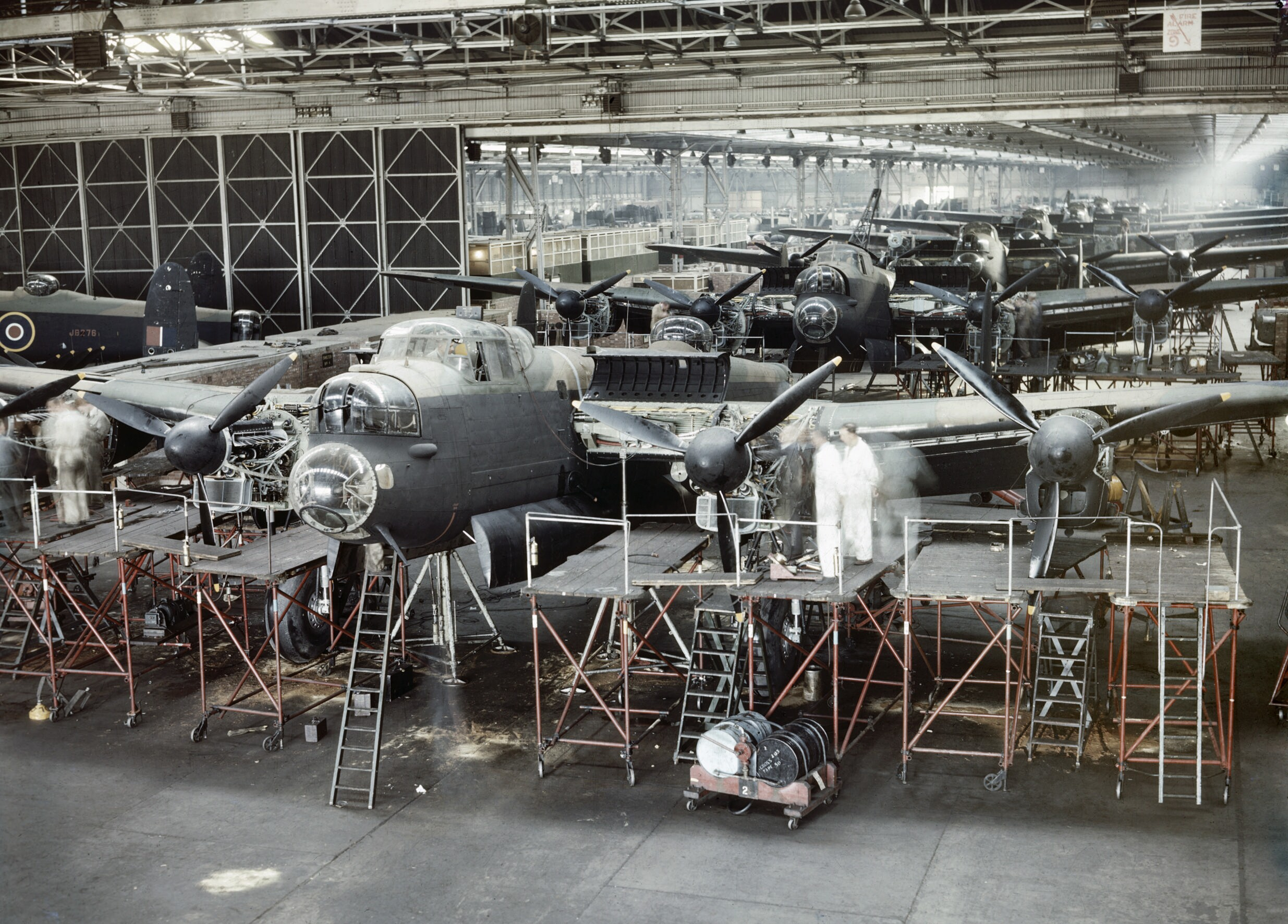
Výroba Lancasteru ve woodfordské továrně firmy Avro v Cheshire, 1943

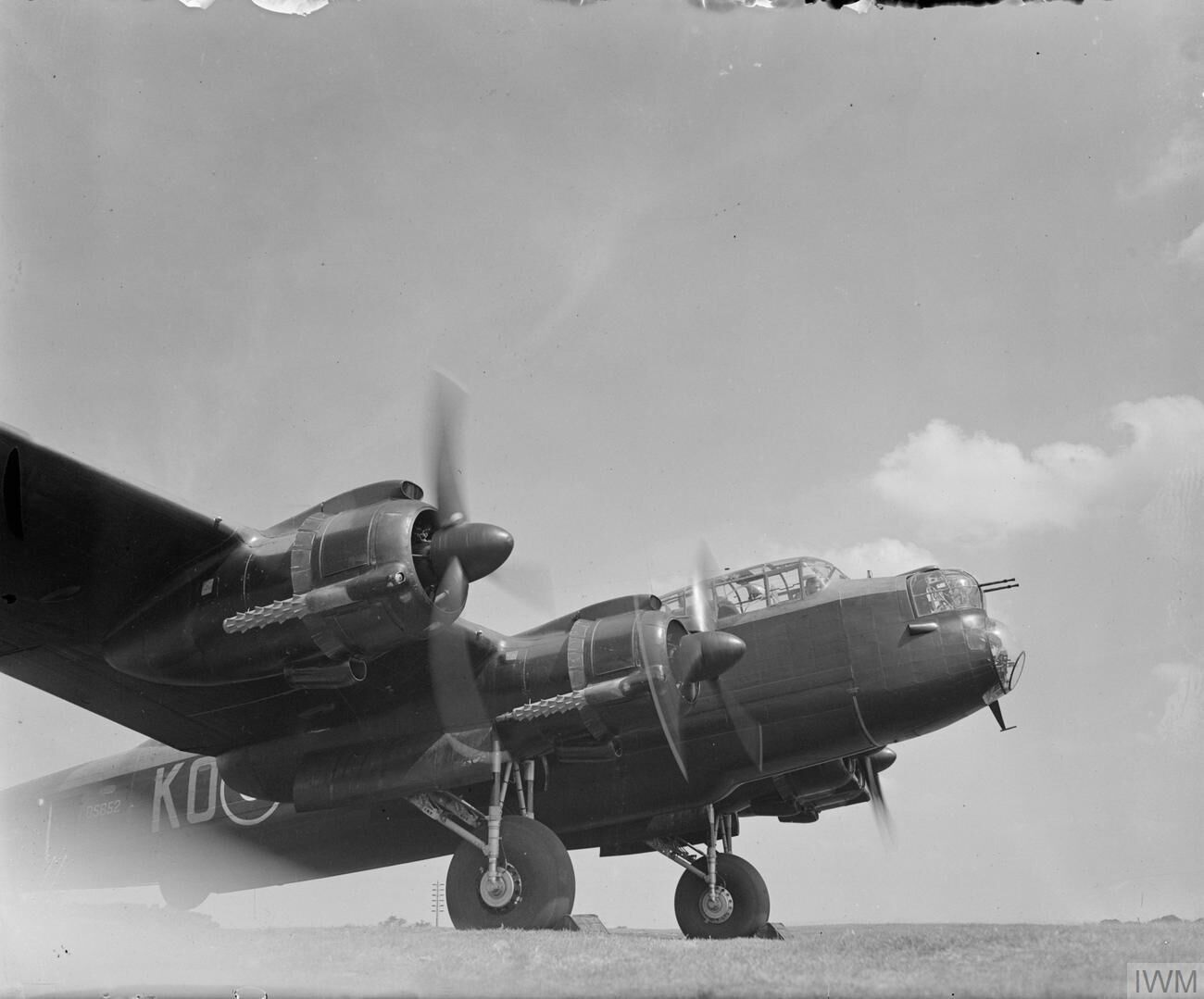
B II s hvězdicovými motory Bristol Hercules

Konstrukce Lancasteru vycházela z dvoumotorového bombardéru Avro 679 Manchester I, který byl handicapován nevyzrálými a nedostatečně výkonnými motory Rolls-Royce Vulture, ale protože stroj jinak měl dobré vlastnosti, tak bylo rozhodnuto letoun přepracovat pro jiné pohonné jednotky. U stroje bylo použito zvětšené křídlo (na původní centroplán byly připojeny zvětšené vnější části) a stroj dostal čtyři motory Rolls-Royce Merlin (první prototyp poháněly motory Merlin X).
První prototyp (BT308) poprvé vzlétl z letiště v Ringway 9. ledna 1941 ještě se třemi svislými ocasními plochami. Na konci ledna byl zkoušen ve Výzkumném ústavu letadel a výzbroje v Boscombe Down ve Wiltshiru. Nový typ, který nesl tovární označení Type 683, zprvu nesl jméno Manchester III, to bylo později změněno na Lancaster Mk.I. Druhý prototyp (DG595) byl dokončen v květnu s plnou výzbrojí deseti kulometů ve čtyřech střeleckých věžích a s rozšířenou pumovnicí.
První sériový Lancaster Mk.I byl zalétán 31. října 1941 ve Woodfordu. Během výroby obdržely pozdější série Mk.I řadové dvanáctiválcové, kapalinou chlazené motory Rolls-Royce Merlin 22 s vyšším plnicím tlakem, v ještě pozdější výrobní sérii byly instalovány pohonné jednotky Merlin 24. Celková produkce dosáhla 3434 strojů.
Letouny stavěly i firmy Metropolitan-Vickers a Armstrong Whitworth a na konci války je vyráběla i firma Austin v Birminghamu. 300 letounů verze Mk II bylo vyrobeno s čtrnáctiválcovými dvouhvězdicovými vzduchem chlazenými motory Bristol Hercules VI s výkonem 1275 kW (později vyrobené stroje dostaly motory Hercules XVI). Prototyp Lancasteru Mk.II poprvé vzlétl 26. listopadu 1941 a byl rovněž zkoušen v Boscombe Down.
Od léta 1942 přicházely do Británie americké licenční motory Packard Merlin. Jejich varianty Merlin 28, 38 a 224 byly montovány do draků letounů rozpracovaných v sériové výrobě, z níž pak stroje vycházely pod označením Lancaster Mk.III. Tímto způsobem vzniklo celkem 3030 "trojek".
V roce 1944 bylo vyrobeno šest letounů Lancaster Mk.VI s motory Merlin 84.
Verze Lancaster Mk.VII z dubna 1945 se od Mk.III lišila jinak umístěnou střeleckou věží na hřbetě trupu.
V Kanadě se vyráběla u společnosti Victory Aircraft Ltd. v Maltonu verze Mk X s motory Merlin 28 (pozdější dostaly motory Merlin 38 nebo Merlin 224), které v licenci vyráběla automobilka Packard. Zde bylo vyrobeno od března 1943 do roku 1945 430 těchto strojů.

## Operační nasazení

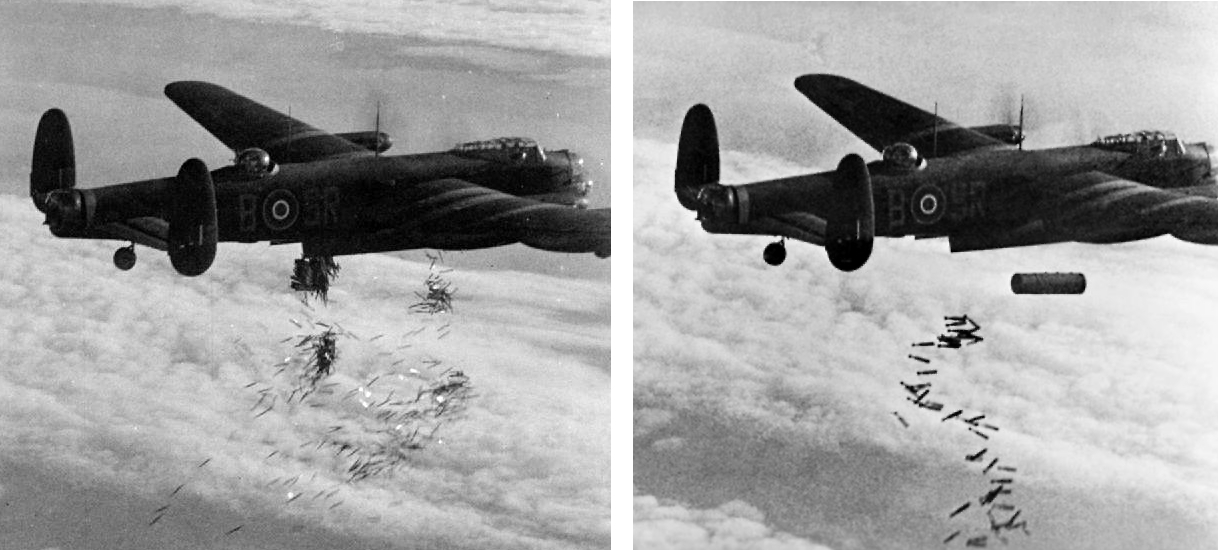
Lancaster roku 1944 svrhuje pumy na Duisburg

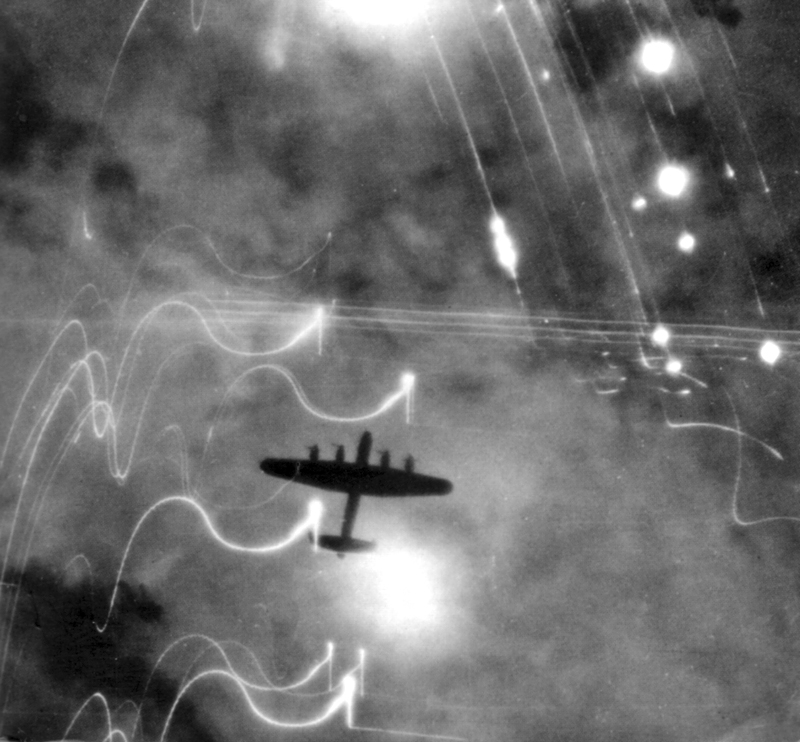
Lancaster nad Hamburkem

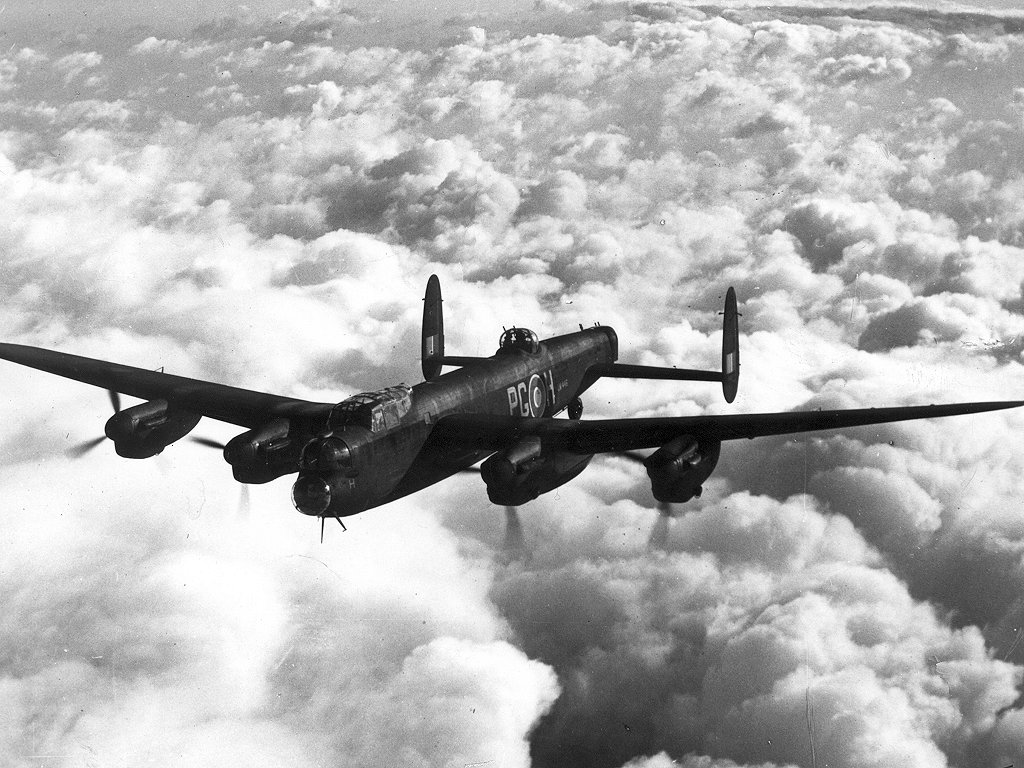
Avro Lancaster Mk.I, 619. peruť RAF

Lancastery v letech 1942–1945 provedly přes 156 000 operačních letů a svrhly okolo 608 000 anglických tun (angl. tuna je 2240 liber, tedy cca 1016 kg) pum. 3249 Lancasterů bylo ztraceno v boji. Alespoň 34 nebo 35 strojům se podařilo dokončit 100 a více operačních letů! (Což je velice ojedinělý výkon — kupř. pouze tři Halifaxy dosáhly „stovky“.) Jeden stroj dosáhl dokonce počtu 140 operačních letů a přežil válku, ale roku 1947 byl sešrotován (ze „stovkových“ Lancasterů se ovšem jeden zachoval až do dnešních dnů — je exponátem britského Royal Air Force Museum v Hendonu, na okraji Londýna).
Mezi nejznámější akce Lancasteru patří Operace Chastise, kdy byly prolomeny dvě přehrady na řekách Möhne a Eder v Porúří, které provedlo 19 Lancasterů 617. squadrony v květnu 1943.
Upravené Lancastery s rozšířenou pumovnicí nosily leteckou pumu Tallboy, která se pro své rozměry vyráběla v pěti dílech, jež byly složeny v celek až na letišti před zavěšením. Poprvé Lancastery těmito pumami zaútočily v noci z 15. na 16. září 1943 na plavební kanál Dortmund-Ems. Operace s pumami Tallboy byly svěřeny 617. peruti, která pak napadala především ponorkové kryty a další důležité cíle. Například po vylodění v Normandii se v noci z 8. na 9. červen podařilo zablokovat železniční tunel u Saumuru na důležité přístupové trati. Dne 11. září 1944 odlétlo 38 Lancasterů Mk.I a III 617. a 9. perutě na sovětské letiště Jagodnik u Archangelsku, odkud napadly bitevní loď Tirpitz v Altenfjordu. Svrhly 21 Tallboye a další pumy, avšak bez výsledku. Tirpitz byl přemístěn na ostrov Haak u Tromsō a v říjnu 1944 jej Lancastery znovu napadly. Ze 38 Tallboyů nezasáhl cíl žádný. Teprve 12. listopadu 1944 zaznamenaly Lancastery 9. a 617. perutě úspěch. Ze 38 strojů bylo svrženo 28 pum Tallboy ráže 5352 kg, z nichž dva bitevní loď Tirpitz zasáhly a převrhly.
Další úpravou vznikla verze Lancaster Mk.I (Special) pro destitunovou pumu Grand Slam konstruktéra dr. Barnese N. Wallise. Pumovnicová vrata byla odstraněna a následně se instalovaly plechové kryty, přiléhající k obrysu pumy, která částečně vyčnívala z trupu. Práce na této modifikaci začaly v říjnu 1944, testy prototypové verze proběhly v lednu 1945. Celkem bylo dodáno 32 speciálů, které létaly pouze s ocasním střelištěm a pětičlennou osádkou. Pokusný shoz Grand Slamu proběhl na britské střelnici 13. března 1945, o den později byl bojově nasazen další kus. Peruť č. 617 vyslala 15 letounů na železniční viadukt u Bielefeldu na trati Hamm-Hannover. Lancaster (PD112) SLdr. C. C. Caldera nesl Grand Slam, ostatní byly vyzbrojeny pumami Tallboy. Nálet zcela zlikvidoval dva oblouky a neopravitelně narušil konstrukci ostatních. Do konce války bylo svrženo celkem 41 těchto 10,6 m dlouhých superpum.
Na sklonku války se počítalo s jejich bojovým nasazením v Pacifiku (v rámci tzv. Tiger Force), ale k tomu již pro rychlý konec války v Pacifiku nedošlo. Průměrný Lancaster vydržel v bojích nad Evropou 2 týdny, než byl sestřelen.
Mezi léty 1951 a 1953 obdrželo francouzské námořní letectvo Aéronavale 32 letounů Avro Lancaster B Mk.I a 22 Mk.VII (evidenční čísla WU1 až WU54) prostřednictvím organizace Brussels Treaty Organisation/Western European Union, která dodávky také financovala. Stroje byly upraveny z bombardovacích na námořní hlídkové firmou Avro ve Woodfordu a francouzské posádky se na ně nejprve přeškolovaly v Británii na základně St. Eval. U Aéronavale se Lancastery nejprve dostaly do výzbroje operačních jednotek Flotille č. 3.F v Port Lyautey v Maroku, 10.F v Lann-Bihoué v Bretani a 11.F v Lartigue v Alžírsku. Dále sloužily u jednotek Escadrille de Servitude k výcviku, akcím SAR a dopravě. Byly to escadrille č. 4.S v Tunisu, 5.S v Alžíru, 9.S v Bretani, 10.S v St. Raphaël a 52.S a 56.S v Maroku. Jednotlivé kusy byly umístěny u školních a zkušebních středisek Aéronavale. Poslední jednotkou s Lancastery se stala escadrille 9.S, kde létaly do srpna 1964. Během služby Aéronavale ztratilo celkem 13 lancasterů nehodami. Od konce 50. do 60. let 20. století byly nahrazovány stroji Lockheed P-2 Neptune a Breguet Atlantic.
Dva Lancastery jsou letuschopné dodnes.

## Varianty

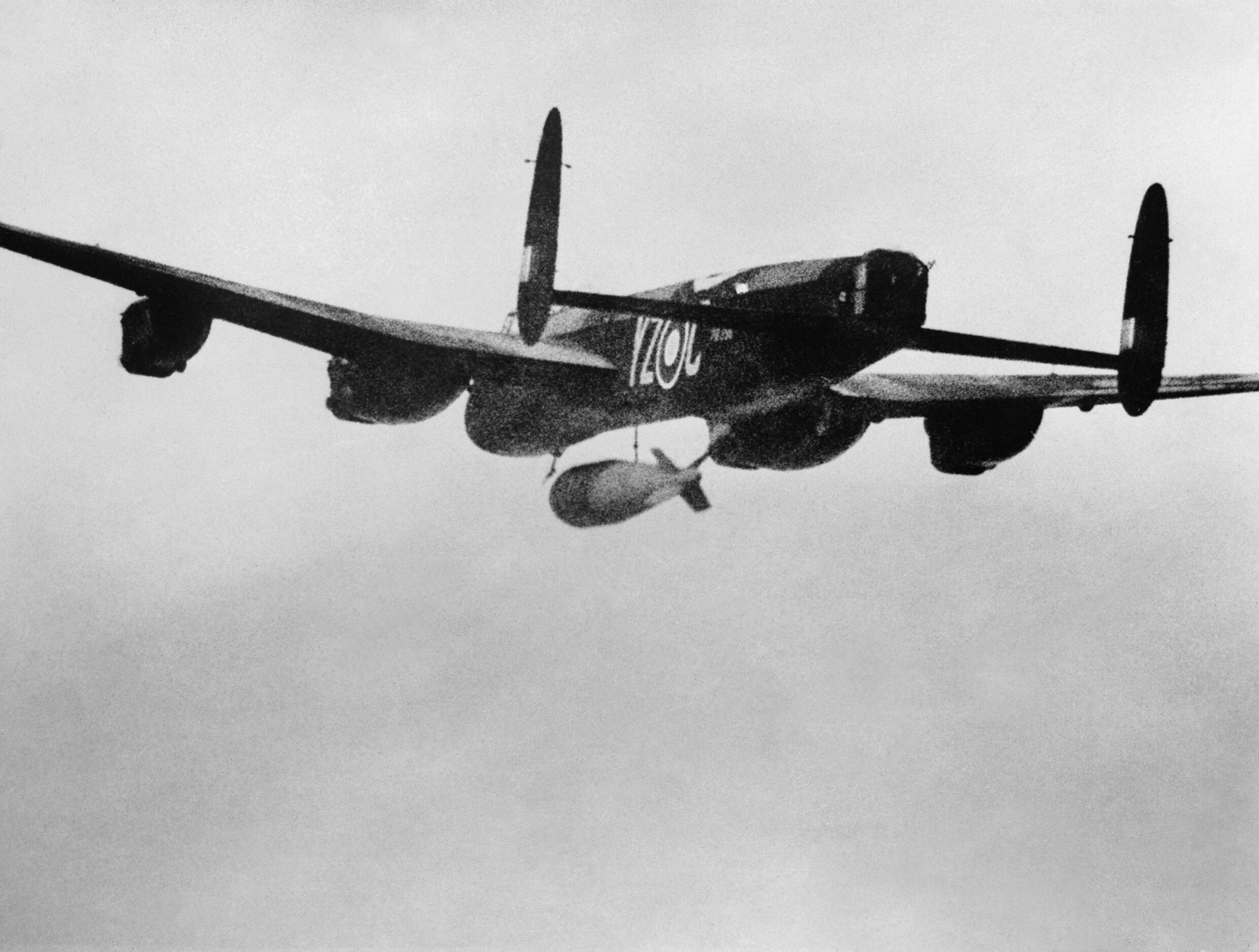
B1 Special vypouští pumu Grand Slam

- Mk I
- Mk I Special
- Mk II
- Mk III
- Mk III Mod. 464
- Mk IV
- Mk V
- Mk VI
- Mk VII
- Mk X

## Uživatelé

### Vojenští uživatelé

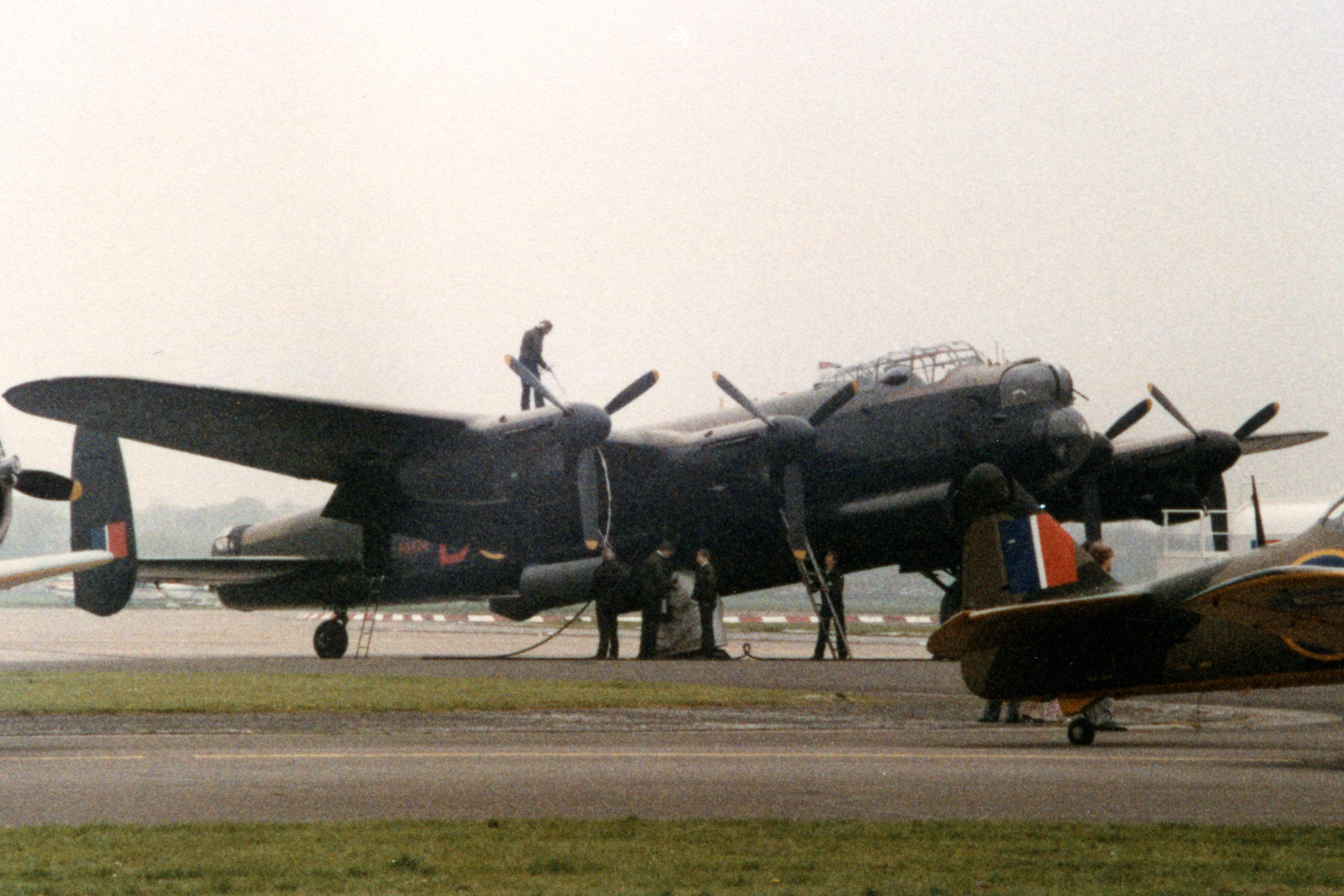
Avro Lancaster, Rotterdam Airshow, 1985

- Argentina
  - Argentinské letectvo
- Austrálie
  - Royal Australian Air Force
- Egyptské království
  - Egyptské královské letectvo
- Francie
  - Aéronavale
- Kanada
  - Royal Canadian Air Force
- Polsko
  - Polské exilové vzdušné síly
- Sovětský svaz
  - Sovětské námořní letectvo (2 kusy)
- Spojené království
  - Royal Air Force
  - Fleet Air Arm
- Švédsko
  - Švédské letectvo (pouze 1 kus, užívaný jako létající zkušebna proudových motorů)

### Civilní uživatelé
- Argentina
  - Flota Aérea Mercante Argentina
- Kanada
  - Spartan Air Services
  - Trans-Canada Air Lines
  - World Wide Airways
- Spojené království
  - British European Airways
  - British Overseas Airways Corporation
  - British South American Airways
  - Flight Refuelling Limited
  - Skyways Limited

## Specifikace (B Mk.I)
Data podle: Němeček 

### Technické údaje
- Posádka: 7 (pilot, letový inženýr, navigátor, bombometčík, radista, 2 střelci)
- Délka: 25,25 m
- Rozpětí: 31,11 m
- Výška: 5,97 m
- Nosná plocha: 120,50 m²
- Hmotnost (prázdný): 14 500 kg
- Vzletová hmotnost: 24 948 kg
- Maximální vzletová hmotnost: 31 900 kg
- Pohonná jednotka: 4 × kapalinou chlazený vidlicový dvanáctiválec Rolls-Royce Merlin XX, každý o výkonu 1280/1460 hp (954,4/1088,7 kW)

### Výkony
- Maximální rychlost: 455 km/h
- Cestovní rychlost: 322 km/h
- Dolet: 2650–4200 km
- Dostup: 7500 m
- Počáteční stoupavost: 3,7 m/s při hmotnosti 29 000 kg

### Výzbroj
- 8 (resp. 10) × kulomet Browning ráže 7,7 mm, ve třech (resp. čtyřech) motoricky ovládaných střeleckých věžích
- maximálně 6 350 kg pum